# 12e étape du Tour d'Italie 1999
Pour un article plus général, voir Tour d'Italie 1999.
La 12e étape du Tour d'Italie 1999 s'est déroulée le 26 mai dans la région Émilie-Romagne. Le parcours de 168 kilomètres était disputé entre Cesenatico, dans la province de Forlì-Cesena et Sassuolo, dans celle de Modène. Elle a été remportée par l'Italien Mario Cipollini de la formation italienne Saeco.

## Récit
Mario Cipollini remporte au sprint sa troisième étape sur ce Giro devant la révélation de cette épreuve, Ivan Quaranta qui l'avait battu la veille. C'est sa 28e victoire d'étape sur le Tour d'Italie. Laurent Jalabert conserve le maillot rose.

## Classement de l'étape
| \| 1. \| Mario Cipollini \| \| Saeco \| en \| \| \| 2. \| Ivan Quaranta \| \| Mobilvetta \| + \| 0 s \| \| 3. \| Jeroen Blijlevens \| \| TVM-Farm Frites \| \| m.t. \| |                   |  |                 |    |      |
| 1. | Mario Cipollini   |  | Saeco           | en |      |
| 2. | Ivan Quaranta     |  | Mobilvetta      | +  | 0 s  |
| 3. | Jeroen Blijlevens |  | TVM-Farm Frites |    | m.t. |

## Classement général
| \| 1. \| Laurent Jalabert \| \| ONCE \| en \| \| \| 2. \| Marco Pantani \| \| Mercatone Uno \| + \| 4 s \| \| 3. \| Dario Frigo \| \| Saeco \| \| 1 min 02 s \| |                  |  |               |    |            |
| 1. | Laurent Jalabert |  | ONCE          | en |            |
| 2. | Marco Pantani    |  | Mercatone Uno | +  | 4 s        |
| 3. | Dario Frigo      |  | Saeco         |    | 1 min 02 s |